# 沟膜石蛏
沟膜石蛏（学名：Lithophaga canalifera），是贻贝目壳菜蛤科石蜊属的一种。主要分布于中国大陆、台湾，常栖息在潮间带。